# Matikkasaari (ö i Norra Karelen, Pielisen Karjala, lat 63,23, long 29,92)
Matikkasaari är en ö i Finland. Den ligger i sjön Pielisjärvi och i kommunen Lieksa i den ekonomiska regionen  Pielinen-Karelen  och landskapet Norra Karelen, i den östra delen av landet, 400 km nordost om huvudstaden Helsingfors. Öns area är 4 hektar och dess största längd är 430 meter i sydöst-nordvästlig riktning.